# Сонвиль
Сонви́ль (фр. Sonneville) — коммуна во Франции, находится в регионе Пуату — Шаранта. Департамент — Шаранта. Входит в состав кантона Руйак. Округ коммуны — Коньяк.
Код INSEE коммуны — 16371.
Коммуна расположена приблизительно в 390 км к юго-западу от Парижа, в 95 км юго-западнее Пуатье, в 29 км к северо-западу от Ангулема.

## Население
Население коммуны на 2008 год составляло 208 человек.
| 1962 | 1968 | 1975 | 1982 | 1990 | 1999 | 2008 |
| ---- | ---- | ---- | ---- | ---- | ---- | ---- |
| 274  | 251  | 246  | 233  | 217  | 218  | 208  |

## Экономика
В 2007 году среди 128 человек в трудоспособном возрасте (15—64 лет) 102 были экономически активными, 26 — неактивными (показатель активности — 79,7 %, в 1999 году было 70,1 %). Из 102 активных работали 93 человека (47 мужчин и 46 женщин), безработных было 9 (5 мужчин и 4 женщины). Среди 26 неактивных 14 человек были учениками или студентами, 8 — пенсионерами, 4 были неактивными по другим причинам.

## Достопримечательности
- Приходская церковь Сен-Пьер (XII век)
  - Запрестольный образ (XVIII век; резьба, камень). Размеры — 600×230×69 см. Исторический памятник с 2002 года[3]
  - Запрестольный образ, дарохранительница, 5 подсвечников на клиросе (XVIII век; камень, дерево). Исторический памятник с 2002 года[4]

## Фотогалерея
- Церковь Сен-Пьер
- Колодец
- Колодец